# النهر الأحمر (مانغا)
النهر الأحمر هي سلسلة مانغا يابانية نشرت في الفترة من يناير 1995 حتى يونيو 2002 وتم جمعها في 28 تانكوبون من قبل شركة شوغاكوكان.